# Norris Turney
Norris Turney (* 8. September 1921 in Wilmington (Ohio); † 17. Januar 2001 in Kettering, Ohio) war ein US-amerikanischer Jazzmusiker (Alt- und Tenorsaxophon, Klarinette, auch Flöte).

## Leben und Wirken
Turney  begann seine Musikerkarriere im Mittleren Westen der USA in Territory Bands wie dem Jeter-Pillars Orchestra, spielte kurze Zeit bei Tiny Bradshaw in Chicago und zog dann nach New York. 1945/46 gehörte er dem Orchester von Billy Eckstine an. Nach seiner Rückkehr nach Ohio spielte er meist mit lokalen Bands. 1967 ging er mit Ray Charles auf Tournee. Größere Bekanntheit erlangte er, als er 1969 bis 1973 bei Duke Ellington arbeitete und der erste Flötensolist überhaupt in dem Orchester war, u. a. zu hören auf dem Album Up In Duke's Workshop (1969), The Afro-Eurasian Eclipse (1971) und der New Orleans Suite (1972). In den folgenden Jahren spielte er mit den Savoy Sultans, George Weins Newport All-Stars und verschiedenen Theaterorchestern. 
Unter eigenem Namen hatte er zwei Mal Gelegenheit für Aufnahmen; 1978 in einer Studiosession (I Let A Song) mit den Ellington-Musikern Booty Wood, Aaron Bell, Sam Woodyard sowie dem Pianisten Raymond Fol, die auch bei Black & Blue erschien. 1993 entstand das Album Big Sweet N' Blue (Mapleshade Records) mit einer Rhythmusgruppe aus Larry Willis, Walter Booker und Jimmy Cobb. Turney nahm außerdem mit Nina Simone (Sings the Blues, 1967), Paul Gonsalves/Ray Nance (Just A-sittin' And A-rockin, 1970), Snooky Young, Roy Eldridge (1976), Alberta Hunter (Amtrak Blues, 1980), dem American Jazz Orchestra (Ellington Masterpieces, 1989), Phyllis Hyman, Randy Weston (Tanjah, 1995) und Jodie Christian (Front Line, 1996) auf. Er starb 2001 an Nierenversagen. Als Altsaxophonist ist er stark von Johnny Hodges beeinflusst.